# Geelvink-Großfußhuhn
Das Geelvink-Großfußhuhn (Megapodius geelvinkianus) ist eine Vogelart aus der Familie der Großfußhühner (Megapodiidae). Es kommt auf den Inseln Biak, Supiori, Numfor, Manim, Mios Korwar (Bepondi) und Mios Num in der Cenderawasih-Bucht (ehemals Geelvink Bay) vor der Nordwestküste Westneuguineas vor.

## Systematik
Das Geelvink-Großfußhuhn galt ursprünglich als Unterart des Molukken-Großfußhuhns (Megapodius freycinet). 2014 wurde es aufgrund morphologischer Unterschiede als eigenständige Art abgespalten.

## Merkmale
Das Geelvink-Großfußhuhn erreicht eine Körperlänge von 36 cm. Die Haube steht leicht aufrecht. Das Gefieder ist überwiegend dunkel grau-braun. Die Oberseite hat eine olivfarbene Tönung. Das Gesicht ist rötlich oder bläulich. Die Beine sind rot oder dunkelgrau. Vom ähnlichen Molukken-Großfußhuhn unterscheidet sich das Geelvink-Großfußhuhn durch sein etwas helleres Hinterteil und durch eine dunklere bräunlich-olive Tönung an der Oberseite. Kehle und Nacken sind weniger befiedert als beim Molukken-Großfußhuhn.

## Lautäußerungen
Die Lautäußerungen sind bisher nicht hinreichend studiert. Bekannt sind Duette, bei denen ein Vogel ein keyeew-kyu-kyu von sich gibt und der andere Vogel gleichzeitig mit einem weichen urrr kuh-kuh-kuh antwortet. Auch verschiedene krähende und gluckende Rufe wurden bisher aufgezeichnet.

## Lebensraum
Das Geelvink-Großfußhuhn bewohnt primäre und sekundäre Wälder, trockenes Buschland und gerodete Wälder. Auch kommt es im Gestrüpp in der Nähe von Flüssen vor. Es ist regelmäßig in gestörten Lebensräumen zu beobachten.

## Lebensweise
Über das Nahrungsverhalten ist nichts bekannt. Vermutlich ernährt es sich von Wirbellosen, die es am Waldboden aufspürt. Auch über das Fortpflanzungsverhalten ist nichts bekannt.

## Status
Die IUCN listet das Geelvink-Großfußhuhn in der Kategorie „potenziell gefährdet“ (near threatened). Der Bestand ist nicht bekannt. Aufgrund der Bewertung aller bekannten Aufzeichnungen wird er jedoch auf 2.500 bis 10.000 Altvögel beziehungsweise auf eine Gesamtpopulation von 3.500 bis 15.000 Exemplaren geschätzt. Als Hauptgefährdung gelten Eiersammler, die Jagd, die Nachstellung durch Säugetiere und die Zerstörung der Wälder.